# Малоюлдибаєво
Малоюлдиба́єво (рос. Малоюлдыбаево, башк. Бәләкәй Юлдыбай) — присілок у складі Зілаїрського району Башкортостану, Росія. Входить до складу Юлдибаєвської сільської ради.
Населення — 208 осіб (2010; 245 в 2002).
Національний склад:
- башкири — 98%